# Sporisorium themedae-arguentis
Sporisorium themedae-arguentis är en svampart som beskrevs av Vánky 1994. Sporisorium themedae-arguentis ingår i släktet Sporisorium och familjen Ustilaginaceae.   Inga underarter finns listade i Catalogue of Life.